# Бодзановице
Бодзанови́це (пол. Bodzanowice, нем. Botzanowitz) — село в Польше в гмине Олесно Олесненского повета Опольского воеводства.

## География
Село находится в 15 км от административного центра гмины города Олесно и в 56 км от административного центра воеводства города Ополе.

## История
Первые упоминания о селе Бодзановице относятся к 1447 году. В 1753 году Бодзановице купил шляхтич Генрик Леопольд Райнхенбах. После его смерти село унаследовал его сын Кароль Генрик Райенбах, который в 1780 году продал село за 80 тысяч талеров. От этих владельцев в селе сохранилась небольшая усадьба. В 1850 году ва селе были построены две печи, которые выплавляли железо. В селе было производство по добыче известняка. В 1918 году по руслу реки Лисварта, которая протекает недалеко от села, была установлена граница между Польшей и Германией. Эта граница была подтверждена Версальским договором.
До 1945 года около половины жителей села составляли немцы и Бодзановице имело немецкоязычное наименование «Botzanowitz». C 1939 по 1945 год село носило наименование в «Grunsruh».
В 1975—1998 годах село входило в Ченстоховское воеводство.

## Достопримечательности
- Церковь Рождества Пресвятой Девы Марии.

## Известные жители и уроженцы
- Паннвиц, Гельмут фон (1898—1947) — генерал-лейтенант войск СС.